# Шимановиці-Дольні
Шимановиці-Дольні (пол. Szymanowice Dolne) — село в Польщі, у гміні Клімонтув Сандомирського повіту Свентокшиського воєводства.
Населення — 210 осіб (2011).
У 1975-1998 роках село належало до Тарнобжезького воєводства.

## Демографія
Демографічна структура на день 31 березня 2011 року:
|          | Загалом | Допрацездатний вік | Працездатний вік | Постпрацездатний вік |
| -------- | ------- | ------------------ | ---------------- | -------------------- |
| Чоловіки | 111     | 22                 | 81               | 8                    |
| Жінки    | 99      | 16                 | 59               | 24                   |
| Разом    | 210     | 38                 | 140              | 32                   |